# 山口小百合
山口 小百合（やまぐち さゆり、1966年7月25日 - ）は、静岡県出身の元女子サッカー選手、サッカー指導者。元サッカー日本女子代表。現役時代のポジションはディフェンダー。

## 来歴
清水第八スポーツクラブ、鈴与清水FCラブリーレディース、田崎ペルーレFCでプレー。鈴与清水FCラブリーレディース在籍時には4回（1989年、1991年、1992年、1993年）ベストイレブンに選ばれている。
サッカー日本女子代表では1981年9月6日、15歳の時にイングランド代表との試合でデビューした。その後、1986年、1991 AFC女子選手権、1990年アジア競技大会にも出場し、いずれも準優勝した。また、1991 FIFA女子ワールドカップにも全3試合に出場した。1993 AFC女子選手権にも出場した。1993年まで通算で29試合に出場し、1得点した。
現在はJFAコーチ（旧ナショナルトレセンコーチ）女子担当・東海チーフ、清水フットボールクラブ女子の中高生チームコーチを務める。

## タイトル

### クラブ
- 清水第八スポーツクラブ
  - 全日本女子サッカー選手権大会: 6回 (1981年、1982年、1983年、1984年、1985年、1986年)

- 清水FCレディース / 鈴与清水FCラブリーレディース
  - 日本女子サッカーリーグ: 1回 (1989年)
  - 全日本女子サッカー選手権大会: 1回 (1991年)

- 田崎ペルーレFC
  - 全日本女子サッカー選手権大会: 1回 (1999年)

### 個人
- 日本女子サッカーリーグ・ベストイレブン: 5回 (1989年、1991年、1992年、1993年)

## 代表歴
- 1981年9月6日 - 日本女子代表初出場 -  イングランド戦 (ポートピア'81)
- 1991年6月3日 - 日本女子代表初得点 -  シンガポール戦 (1991 AFC女子選手権)

### 主な出場歴
- 1986 AFC女子選手権（準優勝）
- 1991 AFC女子選手権（準優勝）
- 1990年アジア競技大会（準優勝）
- 1991 FIFA女子ワールドカップ
- 1993 AFC女子選手権（3位）

### 試合数
| 日本代表 | 国際Aマッチ | 国際Aマッチ |
| 年       | 出場        | 得点        |
| -------- | ----------- | ----------- |
| 1981     | 2           | 0           |
| 1984     | 3           | 0           |
| 1986     | 13          | 0           |
| 1990     | 1           | 0           |
| 1991     | 9           | 1           |
| 1993     | 1           | 0           |
| 通算     | 29          | 1           |

- 出典: なでしこジャパン（日本女子代表）試合別出場記録[2]

### 出場
| #  | 開催日         | 開催地     | 会場                       | 相手                 | 結果  | 監督     | 大会                 |
| -- | -------------- | ---------- | -------------------------- | -------------------- | ----- | -------- | -------------------- |
| 1  | 1981年09月06日 | 兵庫県     | 神戸市立中央球技場         | イングランド         | ●0-4  | 市原聖曠 | ポートピア'81        |
| 2  | 1981年09月09日 | 東京都     | 国立西が丘サッカー場       | イタリア             | ●0-9  | 市原聖曠 | ポートピア'81        |
| 3  | 1984年10月17日 | 西安       |                            | イタリア             | ●0-6  | 折井孝男 | 西安招待             |
| 4  | 1984年10月22日 | 西安       |                            | オーストラリア       | ●2-6  | 折井孝男 | 西安招待             |
| 5  | 1984年10月24日 | 西安       |                            | イタリア             | ●1-5  | 折井孝男 | 西安招待             |
| 6  | 1986年01月21日 | ジャカルタ |                            | インド               | ●0-1  | 鈴木良平 | スハルト大統領夫人杯 |
| 7  | 1986年01月26日 | ジャカルタ |                            | インド               | ○7-0  | 鈴木良平 | スハルト大統領夫人杯 |
| 8  | 1986年03月07日 | 東京都     | 国立西が丘サッカー場       | チャイニーズタイペイ | ●0-2  | 鈴木良平 | 国際親善試合         |
| 9  | 1986年07月19日 | ジェソロ   |                            | イタリア             | ●1-5  | 鈴木良平 | イタリア国際大会     |
| 10 | 1986年07月21日 | ジェソロ   |                            | メキシコ             | ○3-0  | 鈴木良平 | イタリア国際大会     |
| 11 | 1986年07月25日 | ジェソロ   |                            | アメリカ合衆国       | ●1-3  | 鈴木良平 | イタリア国際大会     |
| 12 | 1986年07月26日 | ジェソロ   |                            | 中国                 | ●1-2  | 鈴木良平 | イタリア国際大会     |
| 13 | 1986年09月18日 | 東京都     | 国立西が丘サッカー場       | イタリア             | ●1-2  | 鈴木良平 | SEIYU CUP            |
| 14 | 1986年09月23日 | 東京都     | 国立霞ヶ丘競技場陸上競技場 | イタリア             | ●2-3  | 鈴木良平 | SEIYU CUP            |
| 15 | 1986年12月14日 | 香港       |                            | 中国                 | ●0-2  | 鈴木良平 | アジア選手権         |
| 16 | 1986年12月18日 | 香港       |                            | マレーシア           | ○10-0 | 鈴木良平 | アジア選手権         |
| 17 | 1986年12月21日 | 香港       |                            | タイ                 | ○4-0  | 鈴木良平 | アジア選手権         |
| 18 | 1986年12月23日 | 香港       |                            | 中国                 | ●0-2  | 鈴木良平 | アジア選手権         |
| 19 | 1990年10月01日 | 北京       |                            | 香港                 | ○5-0  | 鈴木保   | アジア大会           |
| 20 | 1991年04月01日 | ヴァルナ   |                            | フランス             | ●1-3  | 鈴木保   | ヴァルナ国際大会     |
| 21 | 1991年04月03日 | ヴァルナ   |                            | スウェーデン         | △2-2  | 鈴木保   | ヴァルナ国際大会     |
| 22 | 1991年05月28日 | 福岡県     | 平和台陸上競技場           | 香港                 | ○4-1  | 鈴木保   | アジア選手権         |
| 23 | 1991年06月01日 | 福岡県     | 福岡県営春日公園           | マレーシア           | ○12-0 | 鈴木保   | アジア選手権         |
| 24 | 1991年06月03日 | 福岡県     | 平和台陸上競技場           | シンガポール         | ○10-0 | 鈴木保   | アジア選手権         |
| 25 | 1991年08月21日 | 大連       |                            | 中国                 | △0-0  | 鈴木保   | 国際親善試合         |
| 26 | 1991年11月17日 | 仏山       |                            | ブラジル             | ●0-1  | 鈴木保   | 世界選手権           |
| 27 | 1991年11月19日 | 仏山       |                            | スウェーデン         | ●0-8  | 鈴木保   | 世界選手権           |
| 28 | 1991年11月21日 | 仏山       |                            | アメリカ合衆国       | ●0-3  | 鈴木保   | 世界選手権           |
| 29 | 1993年12月06日 | クチン     |                            | フィリピン           | ○15-0 | 鈴木保   | アジア選手権         |

### ゴール
| # | 開催年月日   | 開催地 | 対戦国       | 勝敗   | 試合概要           |
| - | ------------ | ------ | ------------ | ------ | ------------------ |
| 1 | 1991年6月3日 | 福岡県 | シンガポール | ○ 10-0 | 1991 AFC女子選手権 |